# Alberto Pedro Torriente
Alberto Pedro Torriente (29 de septiembre de 1954 - 5 de junio de 2005, La Habana) fue un actor y dramaturgo cubano. 
Se graduó en la Escuela Nacional de Teatro, en la especialidad de actuación, e impartió clases en el Instituto Superior de Arte, en la Real Escuela Superior de Artes Dramáticas de Madrid (España), en la Universidad de Toronto (Canadá) y en la Sociedad Dramática de Maracaibo (Venezuela). 
Realizó algunas apariciones en la televisión cubana, como en la serie Los papaloteros, y en 1987 fundó junto a su esposa Miriam Lezcano el grupo Teatro Mío, para el que creó obras como Manteca, Weekend en Bahía, El banquete infinito, Desamparados y Delirios, todas ellas entre la farsa y la comedia. Murió en 2005 en La Habana, debido a una cirrosis hepática. 